# APEX (photographie)
Pour les articles homonymes, voir APEX.
 (mars 2016).
Si vous disposez d'ouvrages ou d'articles de référence ou si vous connaissez des sites web de qualité traitant du thème abordé ici, merci de compléter l'article en donnant les références utiles à sa vérifiabilité et en les liant à la section « Notes et références ».
APEX (acronyme de « Additive system of Photography EXposure ») est une méthode de calcul du temps d'exposition basée sur une mesure en Ev (Exposure value) adoptée par la plupart des posemètres.
Elle utilise une échelle logarithmique facile à manipuler puisque les calculs se limitent à l'addition.

## Définitions
Dans ce système, on a la relation suivante :
{\displaystyle Ev=Av+Tv=Bv+Sv\,}

avec :
- Ev : iL Indice Lumination (Exposure value)
- Av : iO Indice Ouverture (Aperture value)
- Tv : iT Indice Temps de pose ou vitesse d'obturation (Time value ou Exposure time ou Shutter speed)
- Bv : il Indice Luminance (Brightness value)
- Sv : iS Indice Sensibilité (Sensitivity value ou Film Speed)

Av est relié à l'ouverture (Ouverture étant le dénominateur de la fraction f/Ouverture) par la relation suivante :
{\displaystyle Av=2\times \log _{2}(Ouverture)}
Tv est relié au temps d'exposition (en seconde) par la relation suivante :
{\displaystyle Tv=-\log _{2}(TempsExposition)}
Sv est relié à la sensibilité du film en ISO par la relation suivante :
{\displaystyle Sv=\log _{2}\left({\frac {ISO}{3{,}125}}\right)}
Bv est relié à la luminance du sujet par la relation suivante :
{\displaystyle Bv=\log _{2}\left({\frac {B}{0{,}3\times K}}\right)}

où K=11,4 si la luminance est exprimée en candela par mètre carré (cd/m2) ou K=3,33 si la luminance est exprimée en foot-lambert.
Pour calculer un log2 :
{\displaystyle \log _{2}(x)={\frac {\log(x)}{\log(2)}}}, quelle que soit la base du logarithme — le logarithme décimal et le logarithme népérien sont disponibles sur les calculettes scientifiques ou financières et les tableurs informatiques.

## Utilisation
Chaque décrément d'une unité signifie que la quantité de lumière est réduite de moitié.
Chaque incrément d'une unité double la quantité de lumière.
Par exemple, diminuer l'ouverture de l'optique de f / 2  (Av=2) à  f / 2,8  (Av=3) réduit la lumière de moitié.
Autre exemple : lorsque l'on passe d'un film de sensibilité 100 ISO (Sv=5) à un film de 400 ISO (Sv=7), la quantité de lumière nécessaire pour obtenir une même exposition est réduite au quart de la quantité initiale.

## Cas d'utilisation
Soit une luminance du sujet de 14,6 cd/m2 (Bv=2) ; avec un film de 400 ISO (Sv=7), la valeur d'exposition Ev vaut 9.
Pour obtenir une exposition correcte :
- avec une ouverture de f / 1,4 (Av=1), le temps d'exposition doit être de 1/250 s (Tv=8).
- avec une ouverture de f / 2 (Av=2), le temps d'exposition doit être de 1/125 s (Tv=7).